# Gele sluipspinnendoder
De gele sluipspinnendoder (Ceropales maculata) is een spinnendoder die een broedparasiet is van de grijze spinnendoder (Pompilus cinereus).
Spinnendoders jagen op spinnen waarna deze verlamd worden en als voedsel worden gebruikt voor de larven. Sluipspinnendoders zoals de gele sluipspinnendoder vangen echter zelf geen spinnen. De vrouwtjes loeren op de vrouwelijke grijze spinnendoder. Zodra deze een spin heeft gevangen leidt de sluipspinnendoder haar af en zet heimelijk een eitje af in de longen van de spin, en gaat ervandoor. De grijze spinnendoder heeft niets in de gaten en sleept de verlamde spin naar het holletje. De larve van de gele sluipspinnendoder komt echter eerder uit het ei en begint van de spin te eten. Zodra het ei van de grijze spinnendoder uitkomt bemerkt de larve dit en eet zijn concurrent op.
Deze manier van ontwikkeling is vergelijkbaar met die van de koekoek en de koekoekshommel.